# Bombardements israéliens au Liban (septembre-novembre 2024)
Ne doit pas être confondu avec Frappe israélienne du 20 septembre 2024 à Beyrouth ou Bombardement israélien du quartier général du Hezbollah.
Notes
Conflit entre Israël et le Hezbollah
Les bombardements israéliens au Liban de septembre-novembre 2024  lors de la guerre entre Israël et le Hezbollah font plus de 2 600 morts et 13 492 blessés, en majorité des civils, à la date du 4 novembre 2024, selon le ministère libanais de la Santé. 1,4 million de personnes ont été déplacées en raison de la guerre dans un pays de 5 millions d'habitants. En 13 mois de conflit, entre le début des affrontements frontaliers entre Israël et le Hezbollah le 8 octobre 2023, et le 6 novembre 2024, le bilan des pertes humaines est de plus de 3 400 morts et 14 000 blessés au Liban,, sans compter les disparus.
Ces bombardements massifs succèdent à des frappes de moindre intensité dans le cadre des affrontements frontaliers entre Israël et le Hezbollah qui avaient commencé avec le déclenchement de la guerre à Gaza. Pour la seule journée du 23 septembre, 558 personnes ont été tuées et plus de 1 800 blessées ont été comptabilisées au Liban dans les bombardements israéliens, un nombre plus élevé qu’en un an d’affrontements. Le but déclaré d'Israël est de neutraliser le Hezbollah, qui lance des roquettes sur le nord d'Israël avec l'objectif affiché de soutenir le Hamas. Selon les autorités israéliennes, 63 000 Israéliens ont dû quitter la zone frontalière avec le Liban à cause des roquettes lancées par le Hezbollah. Selon l’ONU, 1 200 000 Libanais ont dû quitter leur lieu d'habitation (soit plus d'un cinquième de la population totale) à cause des bombardements israéliens,.
Les Nations Unies dénoncent « le coût humain de la violence pour les civils ». Le New York Times souligne le fait que « les experts militaires ont qualifié cette campagne israélienne de bombardements de l’une des plus violentes de l’histoire de l’armée israélienne » et le Washington Post, que les frappes israéliennes au Liban sont parmi les plus meurtrières depuis des décennies.
Les bombardements ont préparé l'invasion du Liban dès le 30 septembre. Ils se poursuivent sur de nombreuses régions du pays pendant l'offensive terrestre,,. L'armée israélienne désigne l'ensemble de ces actions d'un nom de code, « Opération Flèches du Nord ».
Un accord pour un cessez-le-feu est trouvé le 26 novembre 2024. Malgré le cessez-le-feu, l'armée israélienne mène quotidiennement des frappes avec des drones, tuant 34 personnes durant les trois premières semaines de cessez-le-feu.

## Déroulement
Le 23 septembre au matin, l'armée de défense israélienne bombarde massivement — au moyen de frappes aériennes et de tirs d'artillerie — au moins 1 300 cibles dans le Sud-Liban et la région de la Bekaa et conseille aux habitants d'évacuer la zone et de s'éloigner des combattants du Hezbollah. Les bombardements du 23 septembre font au moins 492 morts, dont 35 enfants et plus de 1 645 blessés et provoquent des déplacements massifs de population. Le Premier ministre libanais parle d’« une guerre d'extermination à tous égards, un plan de destruction visant à anéantir les villages et les villes libanais. » Le ministère de la Santé a appelé tous les hôpitaux des gouvernorats du Sud, de Nabatieh et de Baalbek-Hermel à suspendre toutes les opérations « chirurgicales » non urgentes, afin de traiter les blessés atteints par les bombardements. Le gouvernement libanais annonce la fermeture des écoles. Les bombardements israéliens ont fait une majorité de victimes civiles, selon Radio France internationale. Des dizaines de milliers d’habitants du Sud-Liban ont fui en direction du nord au cours de la journée.
Les bombardements israéliens se poursuivent, tandis que l'exode massif de la population du Sud-Liban continue.
Le 27 septembre le bombardement israélien du quartier général du Hezbollah tue au moins 300 personnes, selon des estimations préliminaires ; le chef du Hezbollah, Hassan Nasrallah, a été tué dans ce raid, au cours duquel 85 bombes d'une tonne chacune ont été larguées, en quelques minutes, sur la banlieue sud de Beyrouth.
Le 29 septembre, les bombardements se poursuivent dans de nombreuses régions du pays, pendant qu'Israël entreprend une offensive terrestre dans le sud.
Le successeur potentiel de Hassan Nasrallah, Hachem Safieddine, est la cible, dans la nuit du 3 au 4 octobre, de bombardements massifs, aussi violents que ceux qui avaient visé le quartier général du Hezbollah le 27 septembre, dans la nuit du 3 au 4 octobre, « nuit de terreur » pour les habitants selon Courrier international.
Des sources indépendantes confirment la mort de plusieurs commandants du Hezbollah : Ibrahim Kobeissi, tué dans une frappe aérienne sur un immeuble de Beyrouth, qui tue 5 autres personnes le 24 septembre 2024,, Mohammed Hussein Surur, dans un bombardement le 26 septembre, Nabil Kaouk le 26 septembre, Ali Karaki tué dans le bombardement israélien du quartier général du Hezbollah le 27 septembre.
Le conflit prend la dimension d'une « guerre totale » ; il s'agit de la cinquième guerre israélo-libanaise depuis 1978.
Après le cessez-le-feu conclu fin novembre 2024, des bombardements israéliens se poursuivent notamment dans le sud du Liban en décembre 2024, janvier et février 2025.

## Violations du droit humanitaire international
Le Haut Commissaire des Nations unies pour les réfugiés déclare, le 6 octobre, à propos des bombardements israéliens depuis le 23 septembre au Liban, avoir constaté « de nombreux cas de violations du droit humanitaire international dans la manière dont les frappes aériennes sont menées, détruisant ou endommageant des infrastructures civiles, affectant les opérations humanitaires »,. Filippo Grandi souligne le fait que la destruction de maisons civiles n'est pas conforme au droit de la guerre, de même que les déplacements forcés de population ou « le fait de forcer les gens à fuir ».
Un rapport de Human Rights Watch (HRW) publié après la guerre, en avril 2025, accuse Israël d’avoir mené des « attaques aveugles contre des civils. » L'ONG cite notamment l'exemple du village de Younine, dans l’est du Liban, où 33 civils ont été tués au cours de deux massacres. Le 25 septembre 2024, une bombe aérienne guidée JDAM fournie à Israël par les Etats-Unis a touché un immeuble habité, tuant 23 membres d’une famille syrienne. Une seconde frappe, conduite le 1er novembre, y a détruit une maison et tué dix civils, dont cinq femmes et un bébé d'un an. HRW précise n’avoir trouvé durant son enquête « aucune preuve d’activité militaire, ni de cibles militaires, sur ces deux sites » et qu'aucun avertissement n'avait été donné aux habitants pour évacuer.
Selon l'ONG, « un nombre croissant de preuves montrent que les forces israéliennes ont systématiquement manqué à leur obligation de protéger les civils lors de leurs frappes menées au Liban en 2023 et 2024, ou de faire une distinction adéquate entre les cibles militaires d’une part et les civils d’autre part ». En outre, les Etats-Unis pourraient s’être rendus coupables de complicité de crimes de guerre pour avoir fourni des armes utilisées par l'armée israélienne pour massacrer des civils.

### Ciblage du secteur médical
Human Rights Watch parle de crimes de guerre manifestes concernant les frappes israéliennes contre le secteur médical au Liban,. « Les hôpitaux et autres établissements médicaux sont des biens civils protégés par le droit international humanitaire », conformément à l'article 19 de la quatrième Convention de Genève.
Selon l'Organisation Mondiale de la Santé  l'aviation israélienne a bombardé, à la date du 10 octobre, 37 établissements de santé, tué 70 professionnels de santé et blessé 65 personnes travaillant dans le même secteur d'activité.
Les médecins et les secouristes qui œuvrent dans des organisations affiliées au Hezbollah bénéficient de la même protection que tous les professionnels de santé ; le droit international interdit de les cibler, souligne Heidi Matthews, professeure canadienne de droit à la Osgoode Hall Law School. Par ailleurs un belligérant qui vise des établissements de santé en alléguant leur utilisation à des fins militaires doit en apporter la preuve claire. Quand même ce serait le cas, les personnes blessées ou malades qui y sont soignées demeurent protégées, et doivent bénéficier d'un délai d'évacuation avant une attaque.
Au moins douze secouristes de la Défense civile libanaise (qui dépend de l’État libanais, sans rapport avec le Hezbollah) et seize ambulanciers de la Croix-Rouge libanaise (sans rapport avec le Hezbollah) ont été tués début octobre dans des frappes israéliennes. Au 15 novembre, au moins 192 secouristes et personnels de santé ont été tués lors des frappes aériennes israéliennes. Israël a allégué une utilisation militaire d'ambulances par le Hezbollah « sans toutefois en apporter la preuve » selon CNN. Le Liban a porté plainte devant le Conseil de sécurité de l'ONU en réponse aux « attaques israéliennes réitérées et délibérées contre la Défense civile libanaise ».
Israël a largué des bombes à distance létale d'au moins 19 hôpitaux libanais, soit dans un rayon de 340 mètres autour de ces établissements, à distance dangereuse de 24 hôpitaux, soit dans un rayon de 500 mètres,.

### Ciblage d'infrastructures civiles
Les bombardements israéliens qui visent de nombreux bâtiments abritant des filiales de la société de microcrédit al-Qard al-Hassan affiliée au Hezbollah, dans la banlieue sud de Beyrouth, dans le sud et l'est du Liban, le 21 octobre 2024, constituent de possibles crimes de guerre. Le Rapporteur spécial sur les droits de l'homme dans la lutte contre le terrorisme, Ben Saul, rappelle l'interdiction juridique de s'attaquer aux « infrastructures économiques ou financières d'un adversaire, même si elles soutiennent exclusivement ses activités militaires ». Ainsi déclare-t-il, de tels bombardements « violent le droit international humanitaire en ciblant des infrastructures civiles ». Des ONG comme Legal Agenda, une « organisation de recherche indépendante » libanaise, soulignent également l'absence d'« objectif militaire légitime », ce qui autorise à parler de crime de guerre. De même, Amnesty International,, qui déclare : « Être associé au Hezbollah ne suffit pas pour qu'un immeuble civil, ou les civils qui y sont, soient classés comme des objectifs militaires ». Si Israël accuse Qard al-Hassan d'avoir contribué à financer le terrorisme, Amnesty affirme que l'institution est une « bouée de sauvetage économique pour de nombreux civils libanais ». Qard al-Hassan accorde des prêts sans intérêts, en vertu des règles de la finance islamique qui interdisent l'usure et la spéculation.
Un média qui diffuse l'idéologie du Hezbollah, comme la chaîne de télévision Al-Sirat, spécialisée dans les émissions religieuses, n'est pas une cible légitime, selon la juriste Heidi Matthews, qui cite une décision en ce sens d’un tribunal pénal sur le bombardement d’une station de télévision et de radio serbe par l'OTAN durant la guerre en Yougoslavie. Israël a bombardé les bureaux d'Al-Sirat le 1er octobre 2024, sans avoir apporté la preuve de la présence d'armes dans le bâtiment.

### Ciblage de journalistes
Le 25 octobre, des frappes israéliennes tuent trois journalistes libanais à Hasbaya, jusque-là épargnée par les bombardements, dans un ensemble de guesthouses abritant 18 journalistes de 7 médias différents. Sept autres sont blessés dans l'attaque. Des voitures marquées « PRESS » indiquaient la profession des locataires. Il n'y a pas eu d'avertissement avant les frappes. Deux des journalistes tués travaillaient pour la chaîne d'information panarabe Al Mayadeen et un autre pour Al-Manar, la chaîne du Hezbollah. The Guardian rappelle à ce sujet que « les journalistes sont considérés comme des civils au regard du droit international humanitaire et les prendre délibérément pour cibles constitue un crime de guerre ». Le porte-parole adjoint de l’ONU souligne le fait que les journalistes sont « protégés par le droit international humanitaire ». Le Comité pour la protection des journalistes s’est dit « profondément indigné par une énième frappe aérienne israélienne meurtrière contre des journalistes ». Le Centre Samir Kassir Eyes pour la liberté des médias établit un parallèle avec le meurtre de journalistes pendant la guerre à Gaza et voit dans ce bombardement une tentative de décourager la couverture journalistique de la guerre menée au Liban par Israël.

## Bilan des victimes au Liban

### Sous forme de tableau
| Date              | Victimes | Victimes | Victimes | Commentaire | Sources     |
| Date              | Morts    | Blessés  | Réfugiés | Commentaire | Sources     |
| ----------------- | -------- | -------- | -------- | --- | ----------- |
| Année 2024        |          |          |          | |             |
| 23 septembre      | 492      | 1 240    | Inconnu  | Le plus lourd bilan en une journée depuis la fin de la guerre civile en 1990, et l'attaque la plus meurtrière depuis le conflit de 2006. Fin septembre, de nombreuses personnes sont encore portées disparues ou sous les décombres. | ,           |
| 24 septembre      | 77       | 595      | 500 000  | Les victimes sont en « grande majorité des personnes non armées » | ,           |
| 25 septembre      | 72       | 400      | Inconnu  | Les frappes israéliennes ont tué 72 personnes mercredi, selon le ministère libanais de la Santé. Elles ont causé 38 morts dans le sud, 12 dans la Békaa, et 22 au nord et au sud de Beyrouth, avec près de 400 blessés. | [ 57 ]      |
| 26 septembre      | 92       | 153      | Inconnu  | Emmanuel Macron a réaffirmé l'opposition de la France à ce que le Liban « devienne un nouveau Gaza », dénonçant le nombre « absolument choquant » de victimes civiles. Il a appelé Israël à cesser ses frappes et le Hezbollah à abandonner sa logique de représailles, lors d'une conférence de presse à Montréal avec Justin Trudeau. | [ 58 ]      |
| 27 septembre      | 300      | 91       | Inconnu  | Des estimations préliminaires concernant la frappe israélienne contre le quartier général du Hezbollah, au 28 septembre, font état de 300 morts. Le ministère de la Santé libanais confirme 6 morts et 91 blessés, les recherches dans les décombres étant toujours en cours. La frappe, composée de 85 bombes d'une tonne, a détruit 6 immeubles dans une zone densément peuplée et visait le chef du Hezbollah, Hassan Nasrallah, qui a été tué. | ,           |
| 28 septembre      | 33       | 195      | Inconnu  | « L’agression israélienne contre les régions libanaises a fait 33 morts aujourd’hui et blessé 195 personnes », a indiqué le ministère dans un communiqué, au sixième jour d’une campagne de bombardements israéliens sur les fiefs du Hezbollah. | [ 60 ]      |
| 29 septembre      | 105      | 359      | Inconnu  | Vers minuit, le ministère de la Santé a annoncé que les bombardements de la journée ont causé 105 morts et 359 blessés. Les victimes se répartissent ainsi : 9 morts et 42 blessés dans la Békaa, 33 morts et 97 blessés à Baalbeck-Hermel, 3 morts et 2 blessés à Ghobeiry, 16 morts et 115 blessés à Tyr, 5 morts à Bint Jbeil, 7 morts et 40 blessés à Marjeyoun, et 32 morts et 53 blessés à Aïn el Delb.                                      | [ 61 ]      |
| 30 septembre      | 95       | 172      | Inconnu  | « Les frappes ennemies israéliennes ont tué 95 personnes et en ont blessé 172 ces dernières 24 heures », a annoncé le ministère dans un communiqué. | [ 62 ]      |
| 1er octobre       | 55       | 156      | Inconnu  | « Le ministère libanais de la Santé a annoncé mardi 1er octobre que 55 personnes avaient été tuées et 156 autres blessées par des frappes israéliennes au cours des dernières 24 h dans plusieurs régions du pays » | [ 63 ]      |
| 2 octobre         | 46       | 85       | Inconnu  | Au moins 46 personnes ont perdu la vie et 85 ont été blessées lors de frappes israéliennes survenues au Liban au cours des dernières 24 heures, selon le ministère libanais de la Santé. D'après ce même ministère, les frappes ont visé plusieurs régions, notamment Nabatieh, la Bekaa, Baalbeck-Hermel et le Mont-Liban. | ,           |
| 3 octobre         | 37       | 151      | Inconnu  | « En vingt-quatre heures, les frappes ennemies d’Israël » sur le Liban ont tué « 37 personnes et fait 151 blessés », a déclaré le ministère de la santé libanais dans la nuit de jeudi à vendredi. | [ 66 ]      |
| 4 octobre         | 25       | 127      | Inconnu  | « 25 personnes ont été tuées vendredi (4 octobre), ce qui porte à 2 036 (jusqu'à vendredi à minuit), le nombre de décès liés à la guerre depuis le 8 octobre 2023, date de l'ouverture du front de soutien, par le Hezbollah, au Hamas dans sa guerre contre Israël », écrit L'Orient-Le Jour | [ 67 ]      |
| 5 octobre         | 25       | 96       | Inconnu  | « Le ministre de la Santé a amendé le bilan concernant la journée du 5. Il a fait état de 25 morts au lieu de 23 et de 96 blessés au lieu de 93.» | [ 68 ]      |
| 6 octobre         | 22       | 111      | Inconnu  | Dix pompiers tués par une frappe israélienne au Liban-Sud | [ 69 ]      |
| 10 octobre        | 22       | 117      | Inconnu  | Vingt-deux personnes sont tuées et 117 blessées dans deux frappes israéliennes sur Beyrouth. | [ 70 ]      |
| 12 octobre        | 51       | 174      | Inconnu  | Quatorze personnes sont tuées au Sud-Liban, dix à Nabatiyé, trois dans la Békaa, vingt-deux dans le mohafazat du Mont-Liban et deux dans le mohafazat du Nord | [ 71 ]      |
| 14 octobre        | 41       | 124      | Inconnu  | Onze morts et 48 blessés au Sud-Liban, six morts et 31 blessés à Nabatiyé, 3 morts et vingt-et-un blessés à Békaa, vingt-et-un morts et 6 blessés au Nord-Liban puis 18 blessés à Baalbeck-Hermel. | [ 72 ]      |
| 16 octobre        | 19       | 106      | Inconnu  | Selon le ministère de la Santé publique libanais, les frappes ont causé la mort de 19 personnes, réparties comme suit : - Nabatieh : 16 morts - Cana : 3 morts. | [ 73 ]      |
| 17 octobre        | 45       | 179      | Inconnu  | Selon le ministère de la Santé publique libanais, les frappes ont causé la mort de 45 personnes et fait 179 blessés, répartis comme suit : - Sud-Liban : 12 morts et 41 blessés. - Nabatieh : 25 morts et 88 blessés. - Békaa : 3 morts et 14 blessés. - Baalbeck-Hermel : 5 morts et 36 blessés. | [ 74 ]      |
| 18 octobre        | 17       | 145      | Inconnu  | Le ministère libanais de la Santé a déclaré que les frappes israéliennes au Liban au cours des dernières 24 heures ont causé 36 morts et 204 blessés, répartis comme suit : - Sud-Liban : 11 morts et 95 blessés. - Nabatieh : 23 morts et 93 blessés. - Békaa : 1 mort et 9 blessés. - Baalbeck-Hermel : 1 mort et 12 blessés. | [ 75 ]      |
| 19 octobre        | 16       | 59       | Inconnu  | Selon le ministère de la Santé publique libanais, les frappes ont causé la mort de 16 personnes et fait 59 blessés, répartis comme suit : - Sud-Liban : 11 morts et 27 blessés. - Nabatieh : 5 morts et 23 blessés. - Békaa : 9 blessés. | [ 76 ]      |
| 20 octobre        | 19       | 98       | Inconnu  | Selon le ministère libanais de la Santé, dix-neuf personnes ont été tuées dimanche et 98 autres ont été blessées : - Sud-Liban : 13 personnes tuées et 36 blessées. - Nabatieh : 6 morts et 52 blessés. - Békaa : 9 blessés. - Mont-Liban : 1 blessé. | [ 77 ]      |
| 21 octobre        | 63       | 174      | Inconnu  | Selon le ministère de la Santé publique libanais, les frappes ont causé la mort de 64 personnes et fait 234 blessés, répartis comme suit : - Sud-Liban : 24 morts et 85 blessés. - Nabatieh : 3 morts et 21 blessés. - Békaa : 7 morts et 5 blessés. - Baalbeck-Hermel : 11 morts et 63 blessés. - Mont-Liban dans la banlieue-sud de Beyrouth : 18 morts et 60 blessés.                                                                           | [ 78 ]      |
| 22 octobre        | 36       | 81       | Inconnu  | Au total, les frappes ont causé la mort de 36 personnes et fait 81 blessés : Selon le ministère de la Santé libanais : - Beyrouth près de l'hôpital Rafic-Hariri : 18 morts, dont quatre enfants, et 60 blessés. D’après l’Agence nationale d’information (ANI) : - Sud-Liban à Nabatieh : 13 membres d’une même famille tués. - Nabatieh : un autre raid dans la même zone a fait 5 morts et 21 blessés.                                          | [ 79 ]      |
| 23 octobre        | 28       | 139      | Inconnu  | Selon le Centre des opérations d'urgence de santé publique du ministère de la Santé publique, 28 personnes ont été tuées et 139 autres blessées jeudi. | [ 80 ]      |
| 24 octobre        | 16       | 60       | Inconnu  | Selon le Centre des opérations d'urgence de santé publique du ministère de la Santé publique, 16 personnes ont été tuées et 60 autres blessées vendredi. | [ 81 ]      |
| 26 octobre        | 19       | 108      | Inconnu  | Selon le Centre des opérations d'urgence de santé publique du ministère de la Santé publique, 19 personnes ont été tuées et 108 autres blessées samedi. | [ 82 ]      |
| 27 octobre        | 38       | 124      | Inconnu  | Selon le Centre des opérations d'urgence de santé publique du ministère de la Santé publique, 38 personnes ont été tuées et 124 autres blessées dimanche. | [ 83 ]      |
| 28 octobre        | 82       | 180      | Inconnu  | Selon le Centre des opérations d'urgence de santé publique du ministère de la Santé publique, 82 personnes ont été tuées et 180 autres blessées lundi. | [ 84 ]      |
| 29 octobre        | 30       | 165      | Inconnu  | Selon le Centre des opérations d'urgence de santé publique du ministère de la Santé publique, 30 personnes ont été tuées et 165 autres blessées mardi. | [ 85 ]      |
| 30 octobre        | 45       | 110      | Inconnu  | Selon le Centre des opérations d'urgence de santé publique du ministère de la Santé publique, 45 personnes ont été tuées et 110 autres blessées mercredi. | [ 86 ]      |
| 31 octobre        | 30       | 103      | Inconnu  | Selon le Centre des opérations d'urgence de santé publique du ministère de la Santé publique, 30 personnes ont été tuées et 103 autres blessées jeudi. | [ 87 ]      |
| 1er novembre      | 71       | 169      | Inconnu  | Selon le Centre des opérations d'urgence de santé publique du ministère de la Santé publique, 71 personnes ont été tuées et 169 autres blessées vendredi. | [ 88 ]      |
| 2 novembre        | 18       | 83       | Inconnu  | Selon le Centre des opérations d'urgence de santé publique du ministère de la Santé publique, 18 personnes ont été tuées et 83 autres blessées samedi. | [ 89 ]      |
| 3 novembre        | 16       | 90       | Inconnu  | Selon le Centre des opérations d'urgence de santé publique du ministère de la Santé publique, 16 personnes ont été tuées et 90 autres blessées dimanche. | [ 90 ]      |
| 4 novembre        | 11       | 61       | Inconnu  | Selon le Centre des opérations d'urgence de santé publique du ministère de la Santé publique, 11 personnes ont été tuées et 61 autres blessées lundi. | [ 91 ]      |
| 5 novembre        | 37       | 105      | Inconnu  | Selon le Centre des opérations d'urgence de santé publique du ministère de la Santé publique, 37 personnes ont été tuées et 105 autres blessées mardi. | [ 92 ]      |
| 6 novembre        | 52       | 161      | Inconnu  | Selon le Centre des opérations d'urgence de santé publique du ministère de la Santé publique, 52 personnes ont été tuées et 161 autres blessées mercredi. | [ 93 ]      |
| 7 novembre        | 15       | 69       | Inconnu  | Selon le Centre des opérations d'urgence de santé publique du ministère de la Santé publique, 15 personnes ont été tuées et 69 autres blessées jeudi. | [ 94 ]      |
| 8 novembre        | 19       | 91       | Inconnu  | Selon le Centre des opérations d'urgence de santé publique du ministère de la Santé publique, 19 personnes ont été tuées et 91 autres blessées vendredi. | [ 95 ]      |
| 9 novembre        | 53       | 99       | Inconnu  | Selon le Centre des opérations d'urgence de santé publique du ministère de la Santé publique, 53 personnes ont été tuées et 99 autres blessées samedi. | [ 96 ]      |
| 10 novembre       | 54       | 56       | Inconnu  | Selon le Centre des opérations d'urgence de santé publique du ministère de la Santé publique, 54 personnes ont été tuées et 56 autres blessées dimanche. | [ 97 ]      |
| 11 novembre       | 44       | 88       | Inconnu  | Selon le Centre des opérations d'urgence de santé publique du ministère de la Santé publique, 44 personnes ont été tuées et 88 autres blessées lundi. | [ 98 ]      |
| 12 novembre       | 78       | 122      | Inconnu  | Selon le Centre des opérations d'urgence de santé publique du ministère de la Santé publique, 78 personnes ont été tuées et 122 autres blessées mardi. | [ 99 ]      |
| 13 novembre       | 21       | 73       | Inconnu  | Selon le Centre des opérations d'urgence de santé publique du ministère de la Santé publique, 21 personnes ont été tuées et 73 autres blessées mercredi. | [ 100 ]     |
| Total de victimes |          |          |          | |             |
| Morts             | Morts    | Blessés  | Blessés  | Réfugiés | Réfugiés    |
| + 2 582           | + 2 582  | + 7 444  | + 7 444  | + 1 400 000 | + 1 400 000 |

### Sous forme d'histogramme

#### 1erHistogramme
| 23/09 | 492 |
| 24/09 | 77  |
| 25/09 | 72  |
| 26/09 | 92  |
| 27/09 | 300 |
| 28/09 | 33  |
| 29/09 | 105 |
| 30/09 | 95  |
| 01/10 | 55  |
| 02/10 | 46  |
| 03/10 | 37  |
| 04/10 | 25  |
| 05/10 | 25  |
| 06/10 | 22  |
| 10/10 | 22  |
| 12/10 | 51  |
| 14/10 | 41  |
| 16/10 | 19  |
| 17/10 | 45  |
| 18/10 | 17  |
| 19/10 | 16  |
| 20/10 | 19  |
| 21/10 | 63  |
| 22/10 | 36  |
| 23/10 | 28  |
| 24/10 | 16  |
| 26/10 | 19  |
| 27/10 | 38  |
| 28/10 | 82  |
| 29/10 | 30  |
| 30/10 | 45  |
| 31/10 | 30  |
| 01/11 | 71  |
| 02/11 | 18  |
| 03/11 | 16  |
| 04/11 | 11  |
| 05/11 | 37  |
| 06/11 | 52  |
| 07/11 | 15  |
| 08/11 | 19  |
| 09/11 | 53  |
| 10/11 | 54  |
| 11/11 | 44  |
| 12/11 | 78  |
| 13/11 | 21  |

#### 2eHistogramme
| 23/09 | 1 240 |
| 24/09 | 595   |
| 25/09 | 400   |
| 26/09 | 153   |
| 27/09 | 91    |
| 28/09 | 195   |
| 29/09 | 359   |
| 30/09 | 172   |
| 01/10 | 156   |
| 02/10 | 85    |
| 03/10 | 151   |
| 04/10 | 127   |
| 05/10 | 96    |
| 06/10 | 111   |
| 10/10 | 117   |
| 12/10 | 174   |
| 14/10 | 124   |
| 16/10 | 106   |
| 17/10 | 179   |
| 18/10 | 145   |
| 19/10 | 59    |
| 20/10 | 98    |
| 21/10 | 174   |
| 22/10 | 81    |
| 23/10 | 139   |
| 24/10 | 60    |
| 26/10 | 108   |
| 27/10 | 124   |
| 28/10 | 180   |
| 29/10 | 165   |
| 30/10 | 110   |
| 31/10 | 103   |
| 01/11 | 169   |
| 02/11 | 83    |
| 03/11 | 90    |
| 04/11 | 61    |
| 05/11 | 105   |
| 06/11 | 161   |
| 07/11 | 69    |
| 08/11 | 91    |
| 09/11 | 99    |
| 10/11 | 56    |
| 11/11 | 88    |
| 12/11 | 122   |
| 13/11 | 73    |

### Professionnels de la santé, secouristes, organisations humanitaires
Le secteur médical et les secouristes sont visés par l'armée israélienne,. Selon les Nations unis, à la date du 14 octobre 2024, « les attaques israéliennes ont forcé la fermeture de 98 établissements de santé à travers le Liban ». En outre, 150 médecins, secouristes et pompiers ont été tués à cette date.
Le 4 octobre 2024, selon l'OMS, 28 professionnels de la santé ont été « tués au Liban au cours de la journée écoulée ». Le directeur de l'OMS, Tedros Adhanom Ghebreyesus, évoque une situation catastrophique dans le traitement des blessés à cette même date du 4 octobre : à Beyrouth, 5 hôpitaux ont entièrement — ou partiellement — cessé de fonctionner ; 37 établissements de santé ont dû fermer dans le sud du Liban,.
Le ministère de la Santé annonce le 29 septembre la mort de 14 secouristes en deux jours, tués dans les bombardements. Le lendemain 30 septembre, 6 autres secouristes sont tués dans une frappe israélienne dans la Bekaa. Entre le 1er et le 3 octobre, 40 secouristes et pompiers ont été tués. Le 7 octobre, dix pompiers sont tués dans une frappe aérienne sur leur caserne à Baraachit, portant à 115 le nombre de secouristes et pompiers tués dans les bombardements. Le 9 octobre, cinq secouristes sont tués dans une frappe dans le sud du Liban.
Deux employés du Haut Commissariat des Nations unies pour les réfugiés (HCR) ont été tués dans des bombardements à la date du 24 septembre ; « les frappes aériennes israéliennes au Liban font sans cesse des centaines de morts parmi la population civile », déclare alors Filippo Grandi, le Haut-Commissaire.
Le HCR s’est alarmé, le 6 octobre, de « nombreux cas de violations du droit humanitaire international dans la manière dont les frappes aériennes sont menées, détruisant ou endommageant des infrastructures civiles, affectant les opérations humanitaires ». L’Organisation mondiale de la santé fait état de « violations flagrantes du droit humanitaire international concernant des infrastructures de santé dans divers endroits au Liban ». Le coordinateur des opérations humanitaires pour le Liban à l’ONU, Imran Riza, déplore une « hausse alarmante des attaques contre les services de santé ».
Au 1er novembre 2024, les opérations militaires israéliennes au Liban ont fait 178 morts et 292 blessés dans le secteur de la santé et touché 243 véhicules, 84 centres de soins ou structures ambulatoires et 40 hôpitaux selon le ministère libanais de la Santé.

### Proportion importante de civils
Les conséquences des raids israéliens sont « dévastatrices » pour les civils libanais, estiment les spécialistes Chiara Ruffa et Vanesa Newby. Le quotidien libanais L'Orient-Le Jour indique, après les dix premiers jours de bombardement, que les victimes sont « en grande majorité des civils ».
L'armée israélienne est soupçonnée de reproduire la doctrine Dahiya, théorisée lors de la guerre israélo-libanaise de 2006, consistant à ne pas tenir compte des pertes civiles lors des bombardements sur des cibles ennemies et ignorer le principe de proportionnalité de la force, fondement du droit de la guerre.
Si les autorités israéliennes justifient leur action en alléguant des ordres d'évacuation qu'elles adressent aux civils, les organisations de défense des droits humains indiquent pour leur part que ces ordres d'évacuation sont inutiles et ne diminuent en rien le bilan des pertes humaines, puisqu'ils enjoignent de « se tenir loin des endroits où le Hezbollah cache des armes », et que, ces lieux étant secrets, il est impossible pour les Libanais de savoir quelles zones sont dangereuses.
Le président de Refugees Internatinal (en) accuse l'armée israélienne de bombarder de façon « indiscriminée » le Hezbollah et la population civile.
Le ministre libanais de la santé, Firass Abiad, a dénoncé, au premier jour des bombardements, des attaques sur la population civile : « Les attaques contre les civils ont malheureusement tué et blessé un grand nombre de personnes. Il est important de dire qu’une bonne proportion d’entre eux sont des enfants et des femmes. Clairement, des immeubles qui ont été visés sont des habitations résidentielles. Des ambulances ont été prises pour cible, des véhicules ou du matériel de pompiers ont été visés. Le résultat est quelque chose que tout le monde peut voir : les civils qui sont tués ou amenés pour être soignés à l’hôpital ».
Le gouvernement libanais annonce le 24 septembre qu'au moins 50 enfants et 94 femmes et un certain nombre de médecins ont été tués,.
Un million de personnes ont été déplacées pour fuir les bombardements au 29 septembre. Il s'agirait du plus grand déplacement de population de l'histoire du Liban. Au 2 octobre, le nombre de réfugiés se monte à 1 200 000. À cette date, la moitié de la population au Liban est soit déplacée, soit réfugiée [syriens et, dans une moindre mesure, palestiniens]. L’ampleur de la crise des réfugiés et l’intensité de l’offensive israélienne ont pris de court les humanitaires. Les cellules de crise du gouvernement, les agences de l’ONU et les ONG coordonnent leurs efforts pour porter secours à la population. Plusieurs ONG, dont Amnesty et Médecins du Monde, appellent à un « cessez-le-feu » et à accroître l'aide humanitaire au Liban, où la situation est « cauchemardesque ».
Une Française est tuée le 23 septembre dans l'effondrement de son immeuble, dans le sud du Liban. Un autre Français est tué dans les bombardements le 29 septembre.
L'Unicef s'est alarmée du « rythme effrayant » auquel les enfants sont tués, ainsi que des dommages aux installations civiles comme les stations de pompage, qui privent une partie de la population de l'accès à l'eau potable dans l'est et le sud du Liban. Le 4 octobre, l'Unicef recense plus de 100 enfants tués par les bombes israéliennes en onze jours et près de 700 blessés,.
Le ministre libanais de l’Éducation et de l'Enseignement supérieur indique, le 28 novembre, que 62 enseignants ont été tués.

## Décompte des morts
Le chercheur au Malcolm H. Kerr Carnegie Middle East Center (en) Mohanad Hage Ali consulté par les journalistes de « Checknews » de Libération indique que le ministère de la Santé libanais, principale source d'information concernant le bilan humain, est indépendant du Hezbollah, contrairement aux affirmations du journal israélien le Jerusalem Post, qui présentait le ministère comme « contrôlé par le Hezbollah » et mettait ainsi en doute le décompte des morts. D'une part au Liban, précise ce chercheur, chaque ministère doit inclure des personnes de plusieurs communautés, aussi bien des chrétiens que des sunnites, des chiites et des druzes, afin d'empêcher tout monopole ; d'autre part, le ministre de la Santé Firass Abiad est sunnite — d'une communauté libanaise largement hostile au Hezbollah chiite.
Il est difficile de déterminer au sein du nombre total de morts la part de combattants et de civils. Lors des affrontements frontaliers entre le Hezbollah et Israël, 67 % des personnes tuées sont des combattants, mais du fait du caractère devenu massif des bombardements israéliens et de l'augmentation exponentielle du nombre de morts (plus de personnes sont mortes le 23 septembre que pendant une année entière), il est « impossible d'extrapoler à partir de cette proportion la part respective des civils et combattants tués depuis le 23 septembre 2024 », selon Libération.
Le bilan des victimes communiqué par l’État libanais n'inclut pas les personnes portées disparues, dont le nombre est inconnu. En outre, le journaliste Noé Pignède signale que les employées de maison africaines tuées dans les bombardements ne sont pas non plus incluses dans ce bilan,.

## Régions visées
Au Liban, Israël bombarde le matin du 23 septembre le Liban du Sud, le mont Liban, l’Anti-Liban et la plaine de la Bekaa, « visant des régions jusque-là épargnées ». Le 23 septembre, un missile air-sol israélien parvient jusqu'à 160 kilomètres de la frontière israélo-libanaise, dans les montagnes de la région de Jbeil (Byblos). À partir du 25 septembre, Israël étend ses bombardements à la région druze du Chouf et dans le Kesrouan, la montagne chrétienne au nord de Beyrouth.
La banlieue sud de Beyrouth est le lieu de bombardements massifs à de nombreuses reprises, notamment le 27 septembre (bombardement israélien du quartier général du Hezbollah), le 28 septembre, la nuit du 3 au 4 octobre, le 6 octobre ; les bombardements du 24 octobre sont les plus intenses avec 17 frappes.
La capitale Beyrouth est prise pour cible le 30 septembre, lors de la frappe israélienne contre le centre médical du centre de Beyrouth le 4 octobre 2024 (en) ; le 11 octobre, le centre de Beyrouth est visé par deux frappes aériennes, l'une dans le quartier de Basta et l'autre dans celui de Ras al-Nabaa. Le 22 octobre, le quartier de Jnah de Beyrouth, près de la banlieue sud, est bombardé, à proximité de l'hôpital Rafic Hariri (Rafik Hariri University Hospital (en)), le plus grand hôpital du pays, sans avertissement préalable ; le bombardement fait 18 morts dont 4 enfants et 60 blessés.
La principale route reliant le Liban à la Syrie, ou route de Masnaa, empruntée par des dizaines de milliers de personnes fuyant les bombardements, est bombardée le 4 octobre et rendue impraticable. Cette route permettait également un approvisionnement en vivres par voie terrestre.
Le village majoritairement chrétien de Aïto, dans le nord du Liban, « éloigné des principales zones d'influence du Hezbollah » selon Euronews, est visé par une frappe israélienne qui tue 23 personnes le 14 octobre,.
Le Hezbollah réagit en frappant le quartier général du bataillon de missiles et d'artillerie dans la caserne Yoav avec des dizaines de roquettes et en ciblant les principaux entrepôts de la région du nord à la base de Nimra. Le Hezbollah tire près de 300 roquettes sur le nord d'Israël. Il fait usage le 24 septembre, pour la première fois depuis le début du conflit, de ses roquettes Fadi, dont la portée et la charge sont plus importantes. Le 25 septembre, le Hezbollah tire un missile balistique vers Tel-Aviv, ciblant le quartier général du Mossad. Il est intercepté par le système antiaérien Fronde de David.

## Catastrophe humanitaire
L'ONU alerte sur la situation de catastrophe humanitaire au Liban. D'une part, il est difficile pour les Libanais de quitter le pays pour des raisons logistiques et économiques, d'autre part le Liban traverse une crise économique grave et ses structures hospitalières ou d'accueil ne peuvent subvenir aux besoins en temps de guerre.
Les bombardements israéliens ont détruit des infrastructures des services d’eau et d’assainissement, ce qui aggrave le risque d'épidémies ; un premier cas de choléra apparaît dans le nord du pays. Les organisations humanitaires signalent la situation de groupes vulnérables sans toit à l'approche de l'hiver.
Le responsable de la Croix-Rouge britannique pour le Moyen-Orient, Gabriel Karlsson, analyse également la situation comme « une catastrophe humanitaire », du fait de l'absence d'abri pour les 1,2 million de personnes déplacées. Wim Zwijnenburg, un responsable de l'organisation néerlandaise Pax for Peace, souligne le fait que « des infrastructures civiles comme les canaux d'irrigation, les stations-service et les réseaux électriques ont été endommagés, ce qui aggrave la situation humanitaire » ; « le rayon des explosions tue et mutile les civils à proximité ».

## Destructions d'installations civiles
Les bombardements israéliens ont détruit 269 000 unités d’habitation, soit 16 % du parc immobilier libanais, causant l'accumulation d'un total d'au moins 32 millions de tonnes de débris.
L’ONU condamne, le 21 octobre, « les dégâts considérables » causés lors des bombardements israéliens aux« installations civiles, comme « des propriétés résidentielles, et des locaux commerciaux » - par la voix du Haut-Commissaire des droits de l’homme de l’ONU.
Les bombardements détruisent, le 20 octobre, un établissement soutenu par le Fonds des Nations unies pour la population (FNUAP, United Nations Fund for Population Activities), qui accueillait des femmes et des filles victimes de violences sexuelles dans la banlieue sud de Beyrouth. À cette date, « 10 structures soutenues par l'UNFPA — notamment des sites de soins de santé primaires, des espaces sécurisés et des maternités mobiles — ont été fermés en raison de l'insécurité » dans plusieurs régions du Liban.
Le Haut-Commissariat des Nations Unies aux droits de l'homme demande, le 15 octobre, une enquête sur un bombardement israélien sur le village chrétien de Aïto au nord du Liban, qui tue 23 personnes, dont 12 femmes et 2 enfants dans un immeuble résidentiel. Selon cet organe de l'ONU, la frappe soulève de « réelles inquiétudes concernant le droit international humanitaire ».
Selon la BBC, « Israël a démontré, lors de sa récente escalade, sa volonté de frapper des bâtiments résidentiels sans avertissement pour tenter d'abattre le Hezbollah ».
La mairie de Nabatiyé, la plus grande ville du sud du Liban, est visée le 16 octobre par un bombardement alors que le conseil municipal tenait une réunion sur l'aide aux réfugiés. Seize personnes, dont le maire et d'autres élus municipaux, sont tuées.
Israël a détruit un quart des bâtiments dans le sud du Liban selon le Washington Post du 1er novembre 2024, dont plus de 40 000 habitations qui ont été entièrement détruites. Le nombre très élevé de morts et de destructions doit être mis en relation, selon Somdeep Sen, professeur à l’université de Roskilde au Danemark, avec la Doctrine Dahiya attribuée à l'armée israélienne, élaborée au moment du conflit israélo-libanais de 2006. Le but de l'armée israélienne, selon cette doctrine, est de « détruire à grande échelle les infrastructures civiles pour dissuader les factions armées ennemies » de s'en prendre à Israël.

## Ordres d'évacuation
Israël affirme communiquer des ordres d'évacuation dans le but de limiter le nombre de victimes civiles et se présente comme l'une des rares armées à en publier (le message est diffusé par le compte du porte-parole de l'armée sur les réseaux sociaux, relayés par les médias libanais). Toutefois, selon The Guardian, « dans la plupart des frappes les plus meurtrières d'Israël au Liban, aucun avertissement n'a été émis, ce qui soulève des questions sur l'objectif réel des ordres d'évacuation »s. Par exemple  70 personnes, ont été ensevelies le 29 septembre 2024 sous les décombres d'un immeuble résidentiel à Aïn el Delb (près de Sidon) frappé sans préavis,.
Les avertissements concernent surtout des frappes nocturnes, non celles qui se déroulent durant la journée.
Les bombardements touchent des zones plus larges que ce qui est annoncé dans les ordres d'évacuation.
Les ordres sont émis 30 à 90 minutes avant les frappes aériennes, or certains civils ne sont pas en mesure physiquement de quitter la zone (personnes non motorisées, malades etc.) ; Israël a l'obligation en vertu du droit international de les protéger, et doit protéger aussi les civils qui refusent de quitter leur domicile.
160 villages libanais ont reçu des ordres d'évacuation émis par l'armée israélienne entre le 23 septembre 2024 et le 4 novembre 2024 selon le bureau des affaires humanitaires de l'ONU (Ocha).
Amnesty International remet en question les ordres d'évacuation adressés à des villages entiers, qui pourraient « créer les conditions d'un déplacement massif ». les organisations de défense des droits de humains estiment que ces messages sont « insuffisants et dans certains cas trompeurs ».

## Déplacement de population
Les bombardements dans des zones très densément peuplées provoquent des déplacements de population en masse : 1,4 million de personnes sont déplacées à la date du 6 novembre 2024. Amnesty International remet en question les ordres d'évacuation adressés à des villages entiers, qui pourraient « créer les conditions d'un déplacement massif ».
Les déplacés à l'intérieur du Liban sont au nombre de 840 000 personnes selon l'Organisation internationale pour les migrations, et de 1,2 million selon les autorités libanaises, à la date du 5 novembre 2024.
Plus d’un demi-million de personnes ont quitté le Liban pour tenter de trouver refuge en Syrie et en Irak depuis le 23 septembre, selon les données de l’Agence des Nations Unies pour les réfugiés (HCR), à la date du 5 novembre 2024. Parmi ces personnes qui se sont exilées, 28 000 sont allées en Irak. 473.000 personnes ont franchi la frontière libano-syrienne pour se rendre en Syrie depuis le 23 septembre 2024, dont 136.000 Libanais (et ressortissants d'autres pays) et plus de 330.000 réfugiés syriens qui avaient dû quitter leur pays les années précédentes et s'étaient rendus Liban. Trois postes-frontières entre le Liban et la Syrie ont été bombardés par l'aviation israélienne : le poste-frontière de Masnaa, principal passage frontalier, le 4 octobre 2024 ; celui de Qaa-Jousieh, le 25 octobre 2024 ; celui de Matraba dès fin septembre 2024. Le 27 octobre 2024 seuls trois postes-frontières demeurent praticables entre les deux pays. « Cela empêche les gens de fuir », déclare le Haut-Commissaire des Nations Unies pour les réfugiés, Filippo Grandi

## Motivations des parties en conflit

### Israël
L'objectif affiché de Benyamin Netanyahou est le retour sur la frontière nord d'Israël des 60 000 Israéliens déplacés en raison des tirs de roquettes du Hezbollah. Toutefois, plusieurs médias lui attribuent d'autres motivations. La poursuite de la guerre lui permet de retarder la tenue de trois procès dirigés contre lui pour corruption et fraude ; cette approche du conflit au Proche-Orient a été diffusée par le documentaire américain The Bibi Files (en), d'Alexis Bloom (en), projeté le 9 septembre 2024 au festival international du film de Toronto. Le premier ministre israélien espère aussi échapper à une commission d'enquête sur des défaillances de sa part qui ont rendu possible les attaques palestiniennes du 7 octobre 2023. De plus, la décision de Netanyahou serait liée au calendrier de l'élection présidentielle américaine, selon l'analyste Nimord Goren : si le 5 novembre 2024, Kamala Harris est élue, le président des États-Unis Joe Biden disposera d'une plus grande marge de manœuvre pour faire pression sur le gouvernement israélien et obtenir la signature d'un cessez-le-feu à Gaza avant de quitter le pouvoir en janvier 2025.
La guerre au Liban permet de conforter la popularité de Benyamin Netanyahou auprès de l'opinion publique israélienne. Le premier ministre israélien a connu une remontée de sa popularité dès avril 2024, lié à la menace d'un embrasement régional après le bombardement du consulat iranien de Damas en 2024 et la faible riposte iranienne qui avait suivi. Selon Dahlia Scheindlin, spécialiste de l’analyse des sondages à Century International, think tank de Tel-Aviv, « tant que la guerre se concentrait sur Gaza, Nétanyahou a connu ses pires résultats dans les sondages. Mais il a bénéficié, avec son parti, le Likoud, de chaque étape de l’escalade régionale. L’opinion la perçoit comme une reprise de l’initiative. Elle projette une image de force, et jusqu’ici, les gens estiment qu’ils peuvent vivre avec ce risque ». Le 23 août, un sondage sur les intentions de vote donne le Likoud en tête pour la première fois depuis le 7 octobre 2023 en cas d’élections.
Outre l'intransigeance de Benyamin Netanyahou, les ministres d'extrême droite qui font partie de la coalition gouvernementale ont « torpillé le projet de cessez-le-feu » du 26 septembre 2024. L’extrême droite israélienne prône une invasion terrestre du Liban, certains de ses membres appelant également à y établir des colonies.
Enfin, les bombardements massifs sur le Hezbollah pourraient conduire à une escalade amenant l'Iran à s'engager dans le conflit pour sauver son allié. Or, l'une des priorités du premier ministre israélien est d'en finir avec le programme nucléaire de l'Iran, tandis que ses alliés d’extrême droite attendent la « grande guerre » qui libérera Israël de tous ses ennemis.

### Hezbollah
Le but officiel du Hezbollah est, depuis le début de la guerre à Gaza, le harcèlement d'Israël au nord pour alléger la pression pesant sur le Hamas. La milice libanaise répète sans cesse, depuis le début de ses tirs de roquettes en direction d’Israël le 8 octobre 2023, son intention d'y mettre fin dès qu’un accord entre l’État israélien et le mouvement islamiste palestinien interviendrait. Elle mène des attaques et ripostes de faible intensité afin d'éviter une guerre ouverte, privilégiant une stratégie de harcèlement d'Israël. Ce harcèlement contraint Tel-Aviv à mobiliser des troupes au nord, ce qui desserre quelque peu l'étau qui étreint le Hamas. En outre, en obligeant des milliers de civils israéliens à évacuer leurs foyers dans le nord du pays, il crée un problème politique pour Benjamin Netanyahou, qui doit composer avec la pression induite par ces déplacements. Le conflit avec Israël lui permet également de se légitimer et de renforcer son influence au Liban.

## Efforts diplomatiques

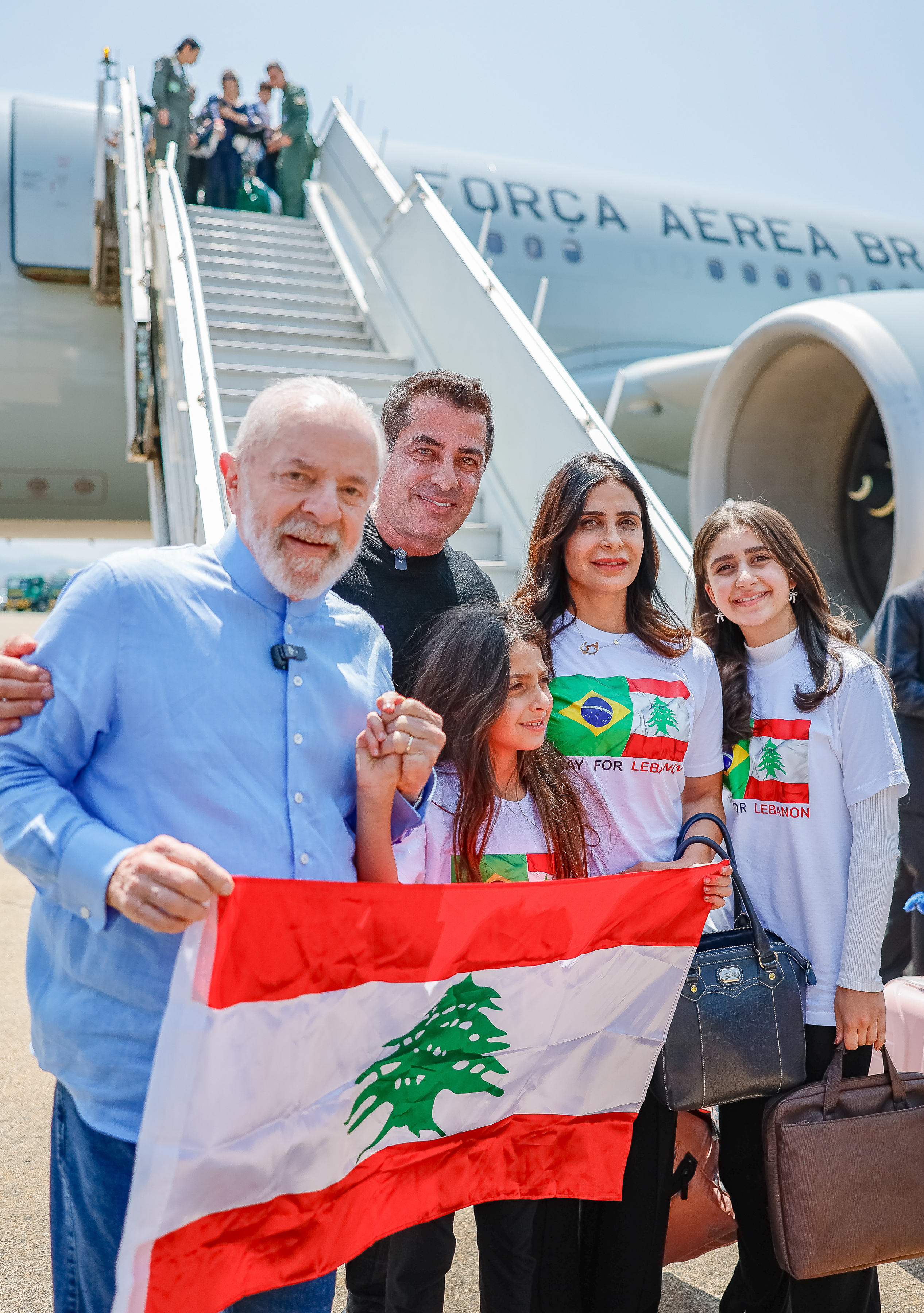
Le président du Brésil, Lula accueillant les ressortissants brésiliens venant du Liban.

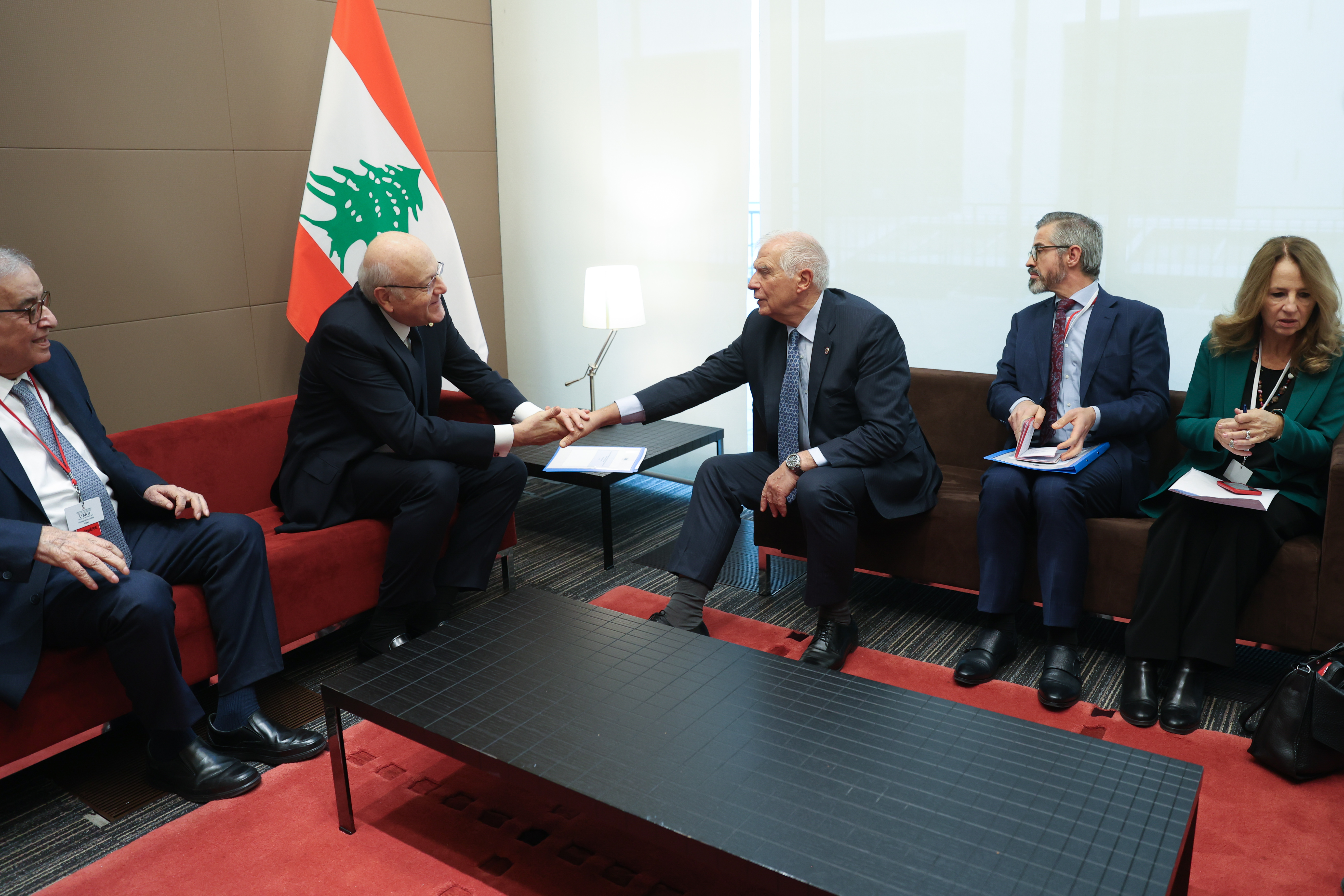
Josep Borrell, Haut représentant de l'Union pour les affaires étrangères et la politique de sécurité et Najib Mikati, Premier ministre du Liban, se serrant la main à Paris lors d'une conférence internationale sur le Liban.

### Septembre 2024
Le secrétaire général de l'ONU, António Guterres, s'est alarmé des bombardements massifs sur le Liban lors d'une réunion d'urgence du Conseil de sécurité le 25 septembre, indiquant que « l'enfer se déchaine au Liban ». « Nous devons tous nous alarmer de l'escalade, le Liban est au bord du gouffre », a-t-il insisté, estimant que « le monde ne peut pas laisser le Liban devenir un autre Gaza ».
Les États-Unis font obstacle, le 25 septembre, à un appel au cessez-le feu au Liban, proposé à l'ONU par la France et le Royaume-Uni, au motif qu'Israël aurait un « problème de sécurité » et qu'il faudrait un texte diplomatique « plus complexe ».
Le 26 septembre, les États-Unis et la France trouvent une proposition commune en vue d'un appel au cessez-le-feu de 21 jours, durée pendant laquelle un accord au sujet de Gaza pourrait être conclu — le Hezbollah considérant qu'un cessez-le-feu à Gaza est la condition pour arrêter ses tirs de roquettes contre Israël. Cette proposition, soutenue par des pays européens et arabes et, nommément, par le Liban, est acceptée par le Hezbollah, mais rejetée par Israël, qui poursuit les bombardements ; le lendemain, le Hezbollah l'imite et continue ses tirs transfrontaliers. Le gouvernement libanais n'a pas prise sur le Hezbollah, précise Associated Press. Benyamin Netanyahou réitère, le 15 octobre, son opposition à un cessez-le-feu au Liban au cours d'un entretien avec Emmanuel Macron.

### Octobre 2024
Une conférence pour le Liban se tient à Paris le 25 octobre, à l'initiative d'Emmanuel Macron. La communauté internationale apporte, à cette occasion, 800 millions de dollars d'aide humanitaire et 200 millions pour l'armée libanaise, mais ne permet aucune avancée diplomatique. cent-cinquante ONG, dont Oxfam, dénoncent l'impunité dont bénéficie Israël et critiquent l'absence de volonté de faire appliquer le droit international humanitaire.

## Positions américaines
Selon un article de Politico du 30 septembre 2024, relayé par The Intercept et le Time, au moment où Joe Biden demande publiquement à Benyamin Netanyahou de limiter les bombardements au Liban, les conseillers du président des États-Unis soutiennent Israël dans son projet d'opérer militairement dans ce pays contre le Hezbollah : « Avant l’attaque contre le Liban, les dirigeants américains, dont Joe Biden, ont publiquement critiqué Israël et déclaré qu’il ne devait pas envahir le pays, appelant à une désescalade et à un cessez-le-feu. Mais un rapport de Politico a révélé que les États-Unis soutenaient discrètement Israël dans l’intensification de ses opérations militaires au Liban ». Cette position, favorable à une intensification des raids, est celle de Amos Hochstein et Brett McGurk, elle n'a pas fait l'unanimité parmi les membres de l'administration, dont certains redoutaient qu'elle n'entraîne, à terme, les États-Unis dans la guerre,.
Le Hezbollah ayant déclaré qu'il cesserait les tirs de roquettes contre Israël uniquement quand un cessez-le-feu serait conclu à Gaza, et l'administration américaine considérant que le cessez-le-feu ne pourrait être réalisé dans un avenir immédiat, certains de ses membres se sont prononcés en faveur de frappes massives contre le Hezbollah.

## Accord pour un cessez-le-feu
Un accord pour un cessez-le-feu est trouvé le 26 novembre 2024.
Dans une plainte déposée le 24 décembre au Conseil de sécurité des Nations unies, le ministère des Affaires étrangères libanais impute plus de 800 violations du cessez-le-feu aux forces israéliennes. Selon le quotidien libanais L’Orient-Le Jour, les raids de l’aviation israélienne ont fait 42 morts au Liban depuis l’entrée en vigueur du cessez-le-feu.